# Jartsevo (oblast Smolensk)
Jartsevo (Russisch: Ярцево) is een stad in de Russische oblast Smolensk. Het aantal inwoners ligt rond de 50.000 en is met zo'n 3.000 gedaald sinds het uiteenvallen van de Sovjet-Unie. Jartsevo is tevens het centrum van het gelijknamige bestuurlijke rayon. De stad ligt aan de rivier Vol (rechteroever, een zijrivier van de Dnjepr), 63 kilometer ten noordoosten van Smolensk. Jartsevo ligt aan de federale autoweg M-1 tussen Moskou en Minsk. Ook heeft het een station aan het tracé Vjazma - Smolensk.
De geschiedenis van Jartsevo gaat terug tot 1779, toen de naam Jartsevo voor het eerst genoemd werd. In 1859 stond de plaats bekend onder de naam Jartsevo-Perevoz (Ярцево-Перевоз). Na de aanleg van de spoorlijn in 1871 werd er een textielfabriek gebouwd, waarna het inwoneraantal en het economische belang van de plaats snel groeiden. In het kielzog volgden een zeepfabriek, een metaalgieterij en een houtzagerij. In 1926 werd de status van stad toegekend.
Tijdens de Tweede Wereldoorlog is Jartsevo meerdere malen veroverd door de Duitsers, maar werd het ook evenzoveel maal door de Sovjets bevrijd. Op 19 september 1943 werden de Duitsers hier definitief verdreven.
De textielfabriek is met 1600 arbeidsplaatsen nog steeds de grootste werkgever van de stad.

## Geboren
- Svetlana Sjkolina (1986), hoogspringster
- Artjom Koeznetsov (1987), langebaanschaatser

Bestuurlijk centrum: Smolensk 

Demidov · Desnogorsk · Dorogoboezj · Doechovsjtsjina · Gagarin · Jartsevo · Jelnja · Potsjinok · Roslavl · Roednja · Safonovo · Sytsjovka · Velizj · Vjazma